# Bethesda
Bethesda – miejscowość spisowa (obszar niemunicypalny) w hrabstwie Montgomery w amerykańskim stanie Maryland. Należy do obszaru metropolitalnego Waszyngtonu. CNNMoney w 2012 roku uhonorowało je tytułem „najlepiej zarabiającego miasta” w Ameryce.
W miejscowości swoje ogólnoświatowe siedziby mają, między innymi, amerykański koncern zbrojeniowy Lockheed Martin oraz międzynarodowa sieć hoteli Marriott International. Od nazwy miasta pochodzi nazwa firmy Bethesda Softworks, która miała tu siedzibę w przeszłości, podobnie jak Discovery Channel.
Znajdują się tu również liczne agencje i instytucje rządu federalnego, między innymi Narodowe Instytuty Zdrowia i National Geospatial-Intelligence Agency, a także kluczowe dla marynarki wojennej Stanów Zjednoczonych laboratorium badawcze David Taylor Model Basin. Jest tu też szpital National Naval Medical Center.
Od 1962 roku w kampusie National Institutes of Health w Bethesda działa National Library of Medicine.

## Demografia
W latach 2010–2020 populacja miejscowości wzrosła o 11,8%. Prawie jedną czwartą mieszkańców stanowią osoby urodzone poza granicami Stanów Zjednoczonych. Struktura rasowa w 2021 roku przedstawiała się następująco:
- biali nielatynoscy – 70,1%
- Azjaci – 11,4%
- Latynosi – 9%
- rasy mieszanej – 7,1%
- czarni lub Afroamerykanie – 4,9%.

## Ludzie urodzeni w Bethesdzie
- Richard Schiff (ur. 1955) – aktor i reżyser
- Daniel Stern (ur. 1957) – aktor znany z filmu Kevin sam w domu
- Lisa Loeb(inne języki) (ur. 1968) – piosenkarka, muzyk i aktorka
- Jo Ann Emerson (ur. 1950) – wieloletnia kongreswoman ze stanu Missouri
- Katie Ledecky (ur. 1997) – amerykańska pływaczka, siedmiokrotna mistrzyni olimpijska, wielokrotna mistrzyni i rekordzistka świata